# Бомбаррал
Бомбарра́л (порт. Bombarral; МФА: [bõ.ba.ˈʁaɫ], Бонбара́л) — муніципалітет і містечко в Португалії, в окрузі Лейрія. Розташований у західній частині країни, на теренах історичної португальської провінції Ештремадура. Належить до Лейрійсько-Фатімської діоцезії Католицької церкви в Португалії. Права міського самоврядування має з 1914 року. Поділяється на 4 парафії. За адміністративним поділом, чинним до 1976 року, був складовою провінції Ештремадура. Площа муніципалітету — 91,29 км², населення муніципалітету — 13193 ос. (2011); густота населення — 144,52 осіб/км²
. Патрон — святий Петро. Святковий день муніципалітету — 29 червня. Поштовий індекс — 2540.  Код місцевої адміністративної одиниці — 1005. Складова статистичного регіону Центр.

## Географія
Бомбаррал розташований на заході Португалії, на півдні округу Лейрія.
Бомбаррал межує на півночі з муніципалітетом Обідуш, на північному сході — з муніципалітетом Калдаш-да-Раїня, на південному сході — з муніципалітетом Кадавал, на південному заході — з муніципалітетом Лорінян.

## Населення
| Кількість мешканців | Кількість мешканців | Кількість мешканців | Кількість мешканців | Кількість мешканців | Кількість мешканців | Кількість мешканців | Кількість мешканців | Кількість мешканців | Кількість мешканців | Кількість мешканців | Кількість мешканців | Кількість мешканців | Кількість мешканців | Кількість мешканців | Кількість мешканців |
| ------------------- | ------------------- | ------------------- | ------------------- | ------------------- | ------------------- | ------------------- | ------------------- | ------------------- | ------------------- | ------------------- | ------------------- | ------------------- | ------------------- | ------------------- | ------------------- |
| 1864                | 1878                | 1890                | 1900                | 1911                | 1920                | 1930                | 1940                | 1950                | 1960                | 1970                | 1981                | 1991                | 2001                | 2011                |                     |
| 4 730               | 5 882               | 7 706               | 9 024               | 9 796               | 11 206              | 12 669              | 14 535              | 15 413              | 15 209              | 12 807              | 13 758              | 12 727              | 13 324              | 13 193              |                     |